# Bitwa pod Denain
Bitwa pod Denain – starcie zbrojne, które miało miejsce 24 lipca 1712 podczas wojny o sukcesję hiszpańską jako ostatnia wielka bitwa tego konfliktu.
Francuski wódz Claude de Villars odniósł tam świetne zwycięstwo nad armią austriacko-holenderską dowodzoną przez księcia Eugeniusza Sabaudzkiego. Jest to przykład XVIII-wiecznego manewru na linie komunikacyjne i magazyny nieprzyjaciela.

## Działania poprzedzające
Wódz cesarski Eugeniusz Sabaudzki (118 000 Austriaków i Holendrów) oblegał twierdzę Landrecies, zapewniwszy sobie osłonę swych linii komunikacyjnych ciągłą linią fortyfikacji (tzw. Wielka Droga Paryska) pomiędzy Marchiennes i Thiant. W tym czasie stojący z wojskami w Cateau Cambrésis wódz francuski de Villars (105 000 żołnierzy) wyruszył w kierunku Mazinghien w pozorowanym marszu na odsiecz Landrecies. W nocy na 24 lipca pozostawił w pobliżu twierdzy grupę mającą dokonać rzekomego natarcia na wojska oblegających, jednocześnie zawracając z siłami głównymi na północ. Eugeniusz Sabaudzki przekonany, że naprzeciw niego znajduje się całość armii de Villarsa, nie opuszczał swych umocnionych pozycji wokół Landrecies, oczekując spodziewanego ataku.

## Bitwa

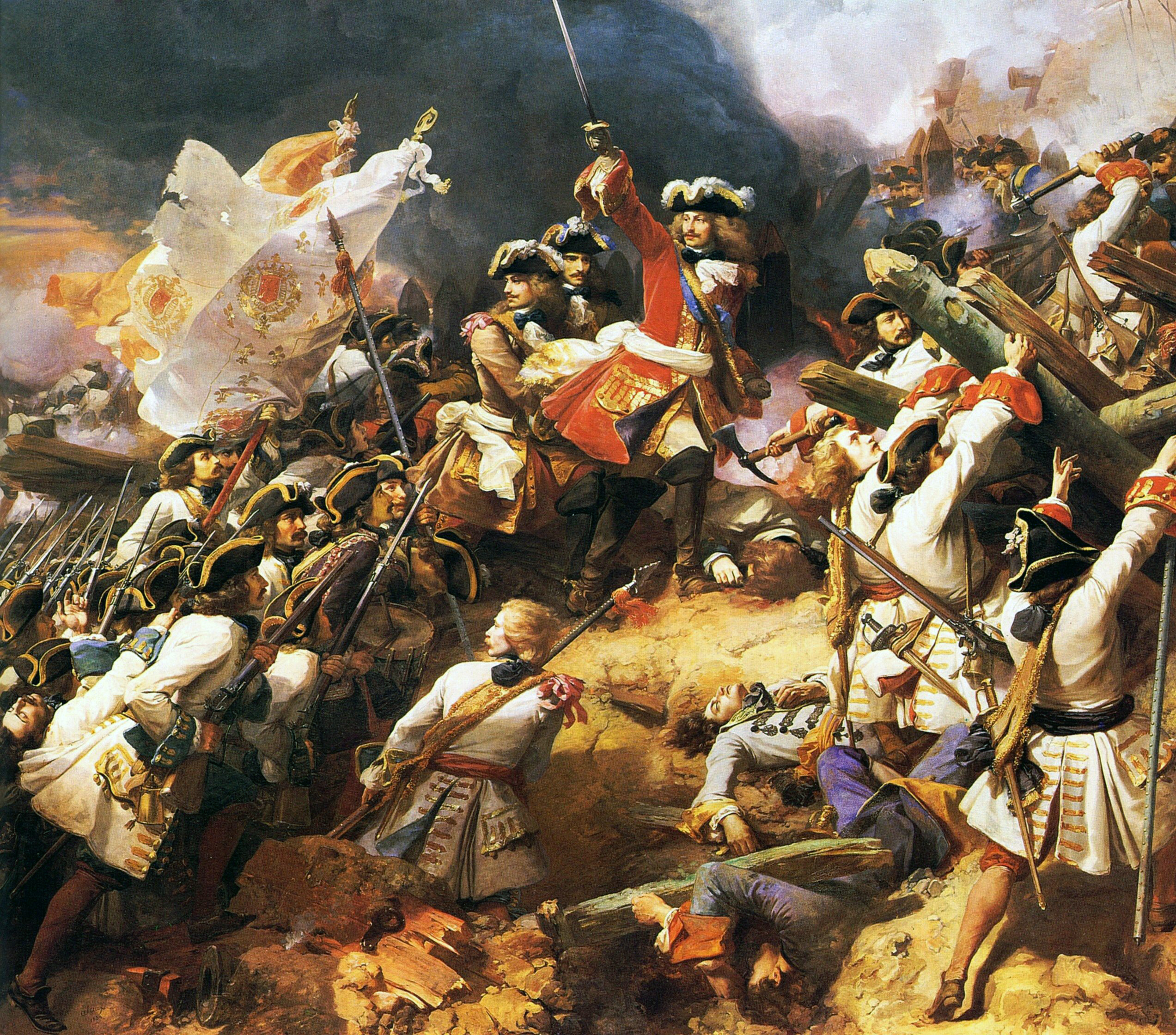
Marszałek de Villars pod Denain (mal. Jean Alaux, 1839)

Tymczasem o godzinie 8 rano główne siły Francuzów rozpoczęły przeprawę przez Skaldę po moście pontonowym pod Neuville, nieopodal zajętej przez wojska austriacko-holenderskie twierdzy Bouchain. Następnie Francuzi zaatakowali i bez większego trudu opanowali umocnienia Wielkiej Drogi Paryskiej bronione jedynie przez 10 słabych batalionów.
Zanim ks. Eugeniusz uświadomił sobie, że faktycznie stoi wobec niewielkich sił demonstracyjnych, Francuzi dokonali następnego ataku: w południe 35 ich batalionów uformowanych w głębokie kolumny ruszyło do walki na bagnety i zdobyło fortyfikacje samego Denain obsadzone przez 17 batalionów holenderskich. Zwiedziony Eugeniusz Sabaudzki wprawdzie przybył pośpiesznie spod Landrecies, lecz za późno, by uratować sytuację. Próbował jeszcze sforsować Skaldę, ale do odwrotu zmusił go ogień artylerii francuskiej. Odcięty od swych magazynów zaopatrzeniowych, 2 sierpnia ostatecznie zwinął oblężenie Landrecies wycofując się na północ.
W bitwie poległo (lub zginęło wskutek utopienia) ok. 8 000 Austriaków i Holendrów, natomiast Francuzi stracili jedynie 500 ludzi.
Zwycięstwo to nie tylko zatarło skutki porażek poniesionych wcześniej w bitwach z wojskami koalicji (Oudenaarde, Wynendael, Malplaquet), lecz pozwoliło Francuzom w korzystniejszej sytuacji przystąpić do rokowań pokojowych.